# Jaume Collet-Serra
Jaume Collet-Serra (San Acisclo de Vallalta, Barcelona, España, 23 de marzo de 1974) es un director, productor y cineasta español con doble nacionalidad española y estadounidense. Dirigió las películas de terror House of Wax (2005), Orphan (2009) y The Shallows (2016), así como las películas de suspense protagonizadas por Liam Neeson Unknown (2011), Non-Stop (2014), Run All Night (2015) y The Commuter (2018). Collet-Serra también ha dirigido las películas de Dwayne Johnson Jungle Cruise (2021), basada en la atracción homónima del parque temático de Disney, y Black Adam (2022), basada en el personaje de cómic homónimo de DC.

## Biografía
Collet-Serra nació en San Acisclo de Vallalta, Cataluña (España). A los 18 años se trasladó a Los Ángeles (California) y estudió en el Columbia College Hollywood, donde trabajó como editor. Tras graduarse en 1996, empezó a dirigir vídeos musicales y anuncios de televisión para marcas como PlayStation, Budweiser y Verizon, protagonizados por Brad Pitt, Britney Spears o Enrique Iglesias. 
En 2004, Warner Bros. y Joel Silver le escogieron para dirigir La casa de cera. La película se rodó en Brisbane (Australia) y se estrenó el 6 de mayo de 2005 en Estados Unidos con un gran éxito en taquilla (y en la que aparece Paris Hilton). En la temporada 2005-2006 aceptó el proyecto de Disney y Adidas para realizar Goal II: Living the Dream, rodada entre Londres y Madrid. También ha realizado la película La huérfana, producida, entre otros, por Joel Silver y Leonardo DiCaprio, la cual se estrenó el 16 de octubre de 2009. 
En febrero de 2011 se estrenó Unknown (Sin identidad), protagonizada por Liam Neeson, January Jones, Frank Langella y Diane Kruger. basado en la novela francesa de 2003 Out of My Head, de Didier Van Cauwelaert.
Collet-Serra debutó en la dirección televisiva con el piloto de la ABC The River, un drama de terror del guionista y director de Paranormal Activity, Oren Peli, en 2012, y trabajó en la preproducción de la versión cinematográfica de Akira. 
En diciembre de 2012, comenzó el rodaje de su siguiente película, Non-Stop, protagonizada por Liam Neeson, Julianne Moore, Michelle Dockery y Corey Stoll. Dirigió y produjo ejecutivamente The Shallows, un thriller de terror de 2016 protagonizado por Blake Lively, a partir de un guion de Anthony Jaswinski, y The Commuter, un thriller de acción protagonizado por Liam Neeson, que se estrenó el 12 de enero de 2018 y en el que también aparecen Vera Farmiga, Sam Neill y Elizabeth McGovern. También dirigió Jungle Cruise de The Walt Disney Company, protagonizada por Dwayne Johnson. La película se basó en el concepto de la atracción del mismo nombre en Disneyland.
En junio de 2019, Collet-Serra firmó para dirigir  Black Adam, escrita por Adam Sztykiel y protagonizada por Dwayne Johnson. La película es una coproducción entre Warner Bros. Pictures, New Line Cinema, DC Films, Seven Bucks Productions y los estudios cinematográficos FlynnPicturesCo. La producción comenzó en abril de 2021.
En marzo de 2019, TheWrap informó de que Collet-Serra iba a dirigir Victory, un remake de la película de 1981 Escape to Victory. En agosto de 2021, Collet-Serra firmó para dirigir una secuela de Jungle Cruise.
Collet-Serra también ha dirigido un thriller para Netflix, titulado Carry-On. Se centra en un joven agente de la TSA chantajeado para dejar pasar, por el control de seguridad, un peligroso paquete a bordo de un vuelo el día de Navidad. Estará protagonizado por Taron Egerton y Jason Bateman.
En febrero de 2024, se anunció que Collet-Serra dirigiría The Woman in the Yard, producida por Blumhouse Productions de Jason Blum y protagonizada por Danielle Deadwyler. El estreno de la película está previsto para el 10 de enero de 2025.

## Filmografía
| Año  | Película                  | Función  | Función   |
| Año  | Película                  | Director | Productor |
| ---- | ------------------------- | -------- | --------- |
| 2005 | La casa de cera           | Sí       |           |
| 2007 | Goal II: Living the Dream | Sí       |           |
| 2009 | La huérfana               | Sí       |           |
| 2011 | Sin identidad             | Sí       |           |
| 2013 | Mindscape                 |          | Sí        |
| 2014 | Non-Stop                  | Sí       |           |
| 2015 | Run All Night             | Sí       | ejecutivo |
| 2015 | Curve                     |          | Sí        |
| 2016 | The Shallows              | Sí       |           |
| 2018 | El pasajero               | Sí       | ejecutivo |
| 2021 | Jungle Cruise             | Sí       |           |
| 2022 | Black Adam                | Sí       |           |
| 2024 | Carry-On                  | Sí       |           |